# رعد مجيد الحمداني
الفريق الركن رعد مجيد راشد الحمداني ضابط عسكري عراقي من مواليد بغداد في عام 1951 م، كان يشغل منصب قائد الفيلق الثاني في قوات الحرس الجمهوري خلال الفترة من عام 1999 وحتى غزو العراق في عام 2003.

## دراسته[4]
- تخرج من الكلية العسكرية العراقية عام 1970 م صنف الدروع.(بكالوريوس علوم عسكريه)
- خريج كلية الأركان العراقية سنة 1980 م.(ماجستير علوم عسكريه)
- خريج كلية الحرب العراقية عام1992 م.(دكتوراه علوم عسكريه)

## مناصبه
تدرج بالمناصب العسكرية الآتية:-
- آمر كتيبة استطلاع بالجيش العراقي.
- آمر كتيبة دبابات بالحرس الجمهوري.
- آمر لواء مدرع بالحرس الجمهوري.
- قائد الفرقة المدرعة السادسة بالجيش العراقي.
- قائد الفرقة المدرعة (المدينة المنورة) بالحرس الجمهوري.
- رئيس أركان الفيلق الأول بالحرس الجمهوري (فيلق الله أكبر)[4]
- قائد الفيلق الثاني بالحرس الجمهوري العراقي (فيلق الفتح المبين)[4]

## مشاركاته
- شارك بقمع التمرد الكردي بالسبعينات وكذلك بحرب تشرين/ أكتوبر 1973 عندما ذهب الجيش العراقي للمشاركة في الحرب على الجبهة السورية.
- شارك في حرب الخليج الأولى (الحرب العراقية الإيرانية.) مابين السنوات 1980-1988 [4]
- شارك في غزو الكويت في 2 آب/ أغسطس 1990 [4]
- شارك في حرب أم المعارك/الخليج الثانية (عاصفة الصحراء) في 1991.
- قاتل إبان معركة الحواسم/الغزو الأمريكي للعراق 2003
- يعمل حالياً في الأردن بمنصب رئيس قسم الدراسات العسكرية الإستراتيجية في دار العراق لدراسات المستقبل.[بحاجة لمصدر]

## أثناء الحروب
- كانت الحرب العراقية الإيرانية 1980-1988 هي المجال الذي نضجت فيه الخبرة القتالية والمهنية له حيث شارك في معظم معاركها ضمن سلسلة القيادة والاركان، ثم كان اجتياح العراق للكويت عام 1990 فقاد قوة الواجب الأولى للحرس الجمهوري منذ الشروع باجتياز الحدود الدولية بين البلدين حتى السيطرة على العاصمة في مدة قياسية جداً وهي خمس ساعات فقط.
- حين تلت تلك الأحداث حرب الخليج الثانية عام 1991 والتي سميت باسم ام المعارك نجده مجازفا في نقد خطة الدفاع العراقية نقدا لاذعا مما عرضه لاتهام شديد نال من وطنيته.
- حين قرر الرئيس العراقي صدام حسين إعادة احتلال الكويت عام 1994 حاول اقناعه بالرجوع عن هذا القرار عبر عرض حقائق القدرات المتاحة بكل صراحة وما ستترتب عليه من نتائج مأساوية.
- أما في الحرب العراقية الأمريكية عام 2003 حاول الفريق الركن إقناع الرئيس العراقي بضرورة تغيير الإستراتيجية العسكرية إلى نمط قريب من حرب العصابات، أماط اللثام عن حقيقة خطة الدفاع عن بغداد وأسوارها، حيث كانت مسؤولية الدفاع للفريق رعد الحمداني تمتد جنوب بغداد بما يقارب 200 كم وعلى محوري نهري دجلة والفرات إلى حين سقوط بغداد حيث سلم الفريق رعد الحمداني نفسه للقوات الأمريكية.
- له كتاب (قبل أن يغادرنا التاريخ) يصف فيه الأحداث العسكرية بدءاً من الحرب العراقية الإيرانية عام 1980 ولحين سقوط بغداد عام 2003.
- شارك بالعديد من العمليات العسكرية ضد العدوان الاميركي

## مؤلفاته
- كتاب قبل ان يغادرنا التاريخ
- كتاب معارك الجيش العراقي الكبرى من عام 1973 حتى عام 2003 .

## رحلة في الذاكرة
ظهر رعد الحمداني في لقاء من 4 حلقات مع برنامج رحلة في الذاكرة، والذي تبثه قناة روسيا اليوم الفضائية.